# Monique Prudhomme
Monique Prudhomme é uma figurinista canadense. Como reconhecimento, foi nomeada ao Oscar 2010 na categoria de Melhor Figurino por The Imaginarium of Doctor Parnassus.